# ألبرتو دافيلا
ألبرتو دافيلا (بالإنجليزية: Alberto Dávila) مواليد 10 أغسطس 1954، هو ملاكم أمريكي يصنف ضمن فئة وزن الديك. حقق بطولة المجلس العالمي للملاكمة.

## إحصائيات
خاض خلال مسيرته 67 نزالا، فاز في 56 وتعادل في 0 وخسر في 10. فاز بالضربة القاضية في 26 نزالا.

## روابط خارجية
- ألبرتو دافيلا على موقع بوكس ريك (الإنجليزية) (registration required)